# 전라남도의 기념물 (제101호 ~ 제200호)
전라남도 기념물은 지방기념물 중에서 전라남도 내에 있는 문화재를 의미한다. 최고의 문화재로 지정되지 않은 것들 중 패총, 고분, 성지, 궁지 등의 사적지 중 역사적, 학술적 가치가 있는 것, 경승지로서 예술적 기교, 관람 가치가 있는 및 동물, 식물, 광물, 동굴 등에서 학술적인 가치가 있는 것"을 대상으로 전라남도지사가 조례에 따라 지정한다.

## 지정목록

### 제101호 ~ 제200호
| 번호  | 사진 | 명칭                                                                    | 소재지                                                             | 관리자 (단체)          | 지정일                                                                      | 참조 |
| 101호 |      | 곡성도림사계곡 (谷城道林寺溪谷)                                         | 전남 곡성군 곡성읍 월봉리 295-1외                                  | 도림사                 | 1987년 1월 15일 지정                                                        |      |
| 102호 |      | 해남신월리방대형고분 (海南新月里方臺形古墳)                             | 전남 해남군 북일면 신월리 295-1                                    | 해남군                 | 1987년 1월 15일 지정                                                        |      |
| 103호 |      | 장암정 (場岩亭)                                                         | 전남 영암군 영암읍 장암리 497                                      | 장암문씨종중           | 1987년 1월 15일 지정                                                        |      |
| 104호 |      | 영보정 (永保亭)                                                         | 전남 영암군 덕진면 영보리 296                                      | 전주최씨,거창신씨종중  | 1987년 1월 15일 지정, 2019년 12월 30일 해제, 보물 제2054호로 승격           |      |
| 105호 |      | 영팔정 (詠八亭)                                                         | 전남 영암군 신북면 모산리 403                                      | 문화유씨종중           | 1987년 1월 15일 지정                                                        |      |
| 106호 |      | 석창성지 (石倉城址)                                                     | 전남 여수시 여천동 868번지                                         | 여수시                 | 1987년 1월 15일 지정, 2012년 6월 22일 해지, 사적 제523호로 승격             |      |
| 107호 |      | 신안도창리고분 (新安道昌里古墳)                                         | 전남 신안군 장산면 도창리 산93-1                                   | 신안군                 | 1987년 6월 1일 지정                                                         |      |
| 108호 |      | 영암삼충각 (靈岩三忠閣)                                                 | 전남 영암군 신북면 갈곡리 588                                      | 박일규                 | 1987년 6월 1일 지정                                                         |      |
| 109호 |      | 영암장동사 (靈岩長洞祠)                                                 | 전남 영암군 서호면 엄길리 432-1                                    | 천안전씨종중           | 1987년 6월 1일 지정                                                         |      |
| 110호 |      | 고흥송씨쌍충정려 (高興宋氏雙忠旌閭)                                     | 전남 고흥군 동강면 마륜리 1166-3                                   | 여산송씨종중           | 1987년 6월 1일 지정                                                         |      |
| 111호 |      | 신여량장군정려 (申汝樑將軍旌閭)                                         | 전남 고흥군 동강면 마륜리 815-1                                    | 고령신씨 고흥군종중    | 1987년 6월 1일 지정                                                         |      |
| 112호 |      | 나주영모정 (羅州永慕亭)                                                 | 전남 나주시 다시면 신풍리 90                                       | 나주임씨종중           | 1987년 6월 1일 지정                                                         |      |
| 113호 |      | 광양김시식지 (光陽김始殖址)                                             | 전남 광양시 태인동 829-1                                           | 김해김씨종중           | 1987년 6월 1일 지정                                                         |      |
| 114호 |      | 보성전일리팽나무의줄나무 (寶城全日里팽나무의줄나무)                     | 전남 보성군 회천면 전일리 385                                      | 전일리마을             | 1987년 6월 1일 지정, 2007년 8월 9일 해제, 천연기념물 제480호로 승격         |      |
| 115호 |      | 해남방축리지석묘군 (海南方丑里支石墓群)                                 | 전남 해남군 화산면 방축리 702                                      | 해남군                 | 1987년 9월 18일 지정                                                        |      |
| 116호 |      | 고흥월정리의해안방풍림 (高興月亭里의海岸防風林)                         | 전남 고흥군 남양면 월정리 686                                      | 고흥군                 | 1988년 12월 21일 지정                                                       |      |
| 117호 |      | 함평양재리의이팝나무 (咸平良才里의이팝나무)                             | 전남 함평군 손불면 양재리 산96-1                                   | 함평모씨종중           | 1988년 12월 21일 지정                                                       |      |
| 118호 |      | 영광법성리의느티나무 (靈光法聖里의느티나무)                             | 전남 영광군 법성읍 법성리 821-1                                    | 영광군                 | 1988년 12월 21일 지정, 2007년 2월 1일 해제, 명승 제22호로 승격              |      |
| 119호 |      | 영암엄길리암각매향비 (靈岩奄吉里岩刻埋香碑)                             | 전남 영암군 삼호면 엄길리 산85                                     | 영암군                 | 1988년 12월 21일 지정, 2001년 4월 17일 해제, 보물 제1309호로 승격           |      |
| 120호 |      | 이진성지 (梨津城址)                                                     | 전남 해남군 북평면 이진리 1227                                     | 해남군                 | 1988년 12월 21일 지정                                                       |      |
| 121호 |      | 해남용두리고분 (海南龍頭里古墳)                                         | 전남 해남군 삼산면 창리 578                                        | 해남군                 | 1988년 12월 21일 지정                                                       |      |
| 122호 |      | 함평마산리고분군 (咸平馬山里古墳群)                                     | 전남 함평군 학교면 마산리 산16-2                                   | 함평군                 | 1988년 12월 21일 지정                                                       |      |
| 123호 |      | 영광성산리지석묘군 (靈光城山里支石墓群)                                 | 전남 영광군 홍농읍 성산리 산103-2                                  | 영광군                 | 1988년 12월 21일 지정                                                       |      |
| 124호 |      | 화순벽송리지석묘군 (和順碧松里支石墓群)                                 | 전남 화순군 남면 벽송리 200                                        | 화순군                 | 1988년 12월 26일 지정                                                       |      |
| 125호 |      | 월남사지 (月南寺址)                                                     | 전남 강진군 성전면 월남리 832                                      | 강진군                 | 1988년 12월 21일 지정                                                       |      |
| 126호 |      | 전왕온의묘 (傳王溫의墓)                                                 | 전남 진도군 의신면 침계리 산45                                     | 진도군                 | 1988년 12월 21일 지정                                                       |      |
| 127호 |      | 승주초연정일원 (昇州超然亭一圓)                                         | 전남 순천시 송광면 삼포리 766                                      | 옥천조씨문중           | 1990년 2월 24일 지정, 2007년 12월 12일 해제 , 명승 제25호로 승격            |      |
| 128호 |      | 고흥쌍충사 (高興雙忠祠)                                                 | 전남 고흥군 도양읍 봉암리 2202                                     | 모충사                 | 1990년 2월 24일 지정                                                        |      |
| 129호 |      | 해남군곡리패총 (海南群谷里貝塚)                                         | 전남 해남군 송지면 군곡리 940                                      | 해남군                 | 1990년 2월 24일 지정, 2003년 7월 2일 해제, 사적 제449호로 승격              |      |
| 130호 |      | 신안가거도패총 (新安可居島貝塚)                                         | 전남 신안군 흑산면 가거도리 산4                                    | 신안군                 | 1990년 2월 24일 지정                                                        |      |
| 131호 |      | 완도법화사지 (莞島法華寺地)                                             | 전남 완도군 완도읍 장좌리 461                                      | 완도군                 | 1990년 2월 24일 지정                                                        |      |
| 132호 |      | 구례석주성 (求禮石柱城)                                                 | 전남 구례군 토지면 송정리 산65외                                   | 구례군                 | 1990년 12월 5일 지정, 1993년 11월 10일 해제, 사적 제385호로 승격            |      |
| 133호 |      | 낙안읍성노거수 (樂安邑城內老巨樹)                                       | 전남 순천시 낙안면 동내리                                          | 순천시                 | 1990년 12월 5일 지정                                                        |      |
| 134호 |      | 장흥방촌리지석묘군 (長興傍村里支石墓群)                                 | 전남 장흥군 관산읍 방촌리 588-1                                    | 장흥군                 | 1990년 12월 5일 지정                                                        |      |
| 135호 |      | 나주신포리지석묘군 (羅州新浦里支石墓群)                                 | 전남 나주시 왕곡면 신포리 35-2                                     | 나주시                 | 1990년 12월 5일 지정                                                        |      |
| 136호 |      | 나주복암리고분군 (羅州伏巖里古墳群)                                     | 전남 나주시 다사면 복암리 873-17 외                                | 나주군                 | 1988년 12월 21일 지정, 1998년 2월 20일 해지, 사적 제397호로 승격            |      |
| 137호 |      | 해남맹진리암각매향비 (海南孟津里巖刻埋香碑)                             | 전남 해남군 마산면 맹진리 산96                                     | 해남군                 | 1988년 12월 21일 지정                                                       |      |
| 138호 |      | 구례장죽전녹차시배지 (求禮長竹田綠茶始培址)                             | 전남 구례군 마산면 황전리 30-1                                     | 구례군                 | 1991년 7월 19일 지정                                                        |      |
| 139호 |      | 전라우수영성지 (全羅右水營城址)                                         | 전남 해남군 문내면 선두리 산1661외                                 | 해남군                 | 1992년 3월 9일 지정, 2016년 9월 30일 해제, 사적 제535호로 승격              | ,    |
| 140호 |      | 전라병영성지 (全羅兵營城址)                                             | 전남 강진군 병영면 성동리 226외                                    | 강진군                 | 1992년 3월 9일 지정, 1997년 4월 18일 해지, 사적 제397호로 승격              |      |
| 141호 |      | 담양경상리느티나무 (潭陽京相里느티나무)                                 | 전남 담양군 남면 경상리 365                                        | 담양군                 | 1992년 3월 9일 지정                                                         |      |
| 142호 |      | 해남송호리해송림 (海南松湖里海松林)                                     | 전남 해남군 송지면 송호리 산9                                      | 해남군                 | 1992년 3월 9일 지정                                                         |      |
| 143호 |      | 함평예덕리신덕고분군 (咸平禮德里新德古墳群)                             | 전남 함평군 월야면 예덕리 산176                                    | 함평군                 | 1992년 3월 9일 지정                                                         |      |
| 144호 |      | 영암금계리고분군 (靈岩金溪里古墳群)                                     | 전남 영암군 학삼면 금계리 1290번지외                               | 영암군                 | 1992년 11월 30일 지정                                                       |      |
| 145호 |      | 나주만호정 (羅州挽湖亭)                                                 | 전남 나주시 봉황면 철천리 343-1번지                                | 서승렬                 | 1992년 11월 30일 지정                                                       |      |
| 146호 |      | 신안김환기가옥 (新安金煥基家屋)                                         | 전남 신안군 안좌면 읍동리 955번지                                  | 신안군교육청           | 1992년 11월 30일 지정, 2007년 10월 12일 해제. 중요민속문화재 제251호로 승격 |      |
| 147호 |      | 벌교고읍리은행나무 (筏橋古邑里銀杏나무)                                 | 전남 보성군 벌교읍 고읍리 799                                      | 보성군                 | 1994년 1월 31일 지정                                                        |      |
| 148호 |      | 무안망운면의곰솔 (務安望雲面의곰솔)                                     | 전남 무안군 망운면 송현리 290                                      | 무안군                 | 1994년 1월 31일 지정                                                        |      |
| 149호 |      | 구례봉서리지석묘군 (求禮鳳西里支石墓群)                                 | 전남 구례군 구례읍 봉서리 1144-1                                   | 구례군                 | 1994년 1월 31일 지정                                                        |      |
| 150호 |      | 여수 오림동 지석묘군 (麗水 五林洞 支石墓群)                             | 전남 여수시 대통1길 55(화장동)                                     | 여수시                 | 1994년 1월 31일 지정                                                        |      |
| 151호 |      | 함평금산리방대형고분 (咸平金山里方臺形古墳)                             | 전남 함평군 대동면 금산리 산84-2                                   | 함평군                 | 1994년 1월 31일 지정                                                        |      |
| 152호 |      | 함평죽암리고분 (咸平竹岩里古墳)                                         | 전남 함평군 손불면 죽암리 산333-4                                  | 함평군                 | 1994년 1월 31일 지정                                                        |      |
| 153호 |      | 화순쌍산의소 (和順雙山義所)                                             | 전남 화순군 이양면 증리 일원                                       | 화순군                 | 1994년 1월 31일 지정, 2007년 8월 3일 해제, 사적 제485호로 승격              |      |
| 154호 |      | 완도황칠목 (莞島黃漆木)                                                 | 전남 완도군 보길면 정자리 산115-7                                  | 완도군                 | 1994년 1월 31일 지정, 2007년 8월 9일 해제, 천연기념물 제479호로 승격        |      |
| 155호 |      | 고흥여도진성지 (高興呂島鎭城址)                                         | 전남 고흥군 점암면 여호리 684외                                    | 고흥군                 | 1994년 12월 5일 지정                                                        |      |
| 156호 |      | 나주송제리고분 (羅州松堤里古墳)                                         | 전남 나주시 세지면 송제리 산13                                     | 나주시                 | 1994년 12월 5일 지정                                                        |      |
| 157호 |      | 순천검단산성지 (順天檢丹山城址)                                         | 전남 순천시 해룡면 성산리 산84                                     | 순천시                 | 1995년 12월 26일 지정, 1999년 12월 29일 해제, 사적 제418호로 승격           |      |
| 158호 |      | 함평용월리지석묘군 (咸平龍月里支石墓群)                                 | 전남 함평군 월야면 용월리 367-2                                    | 함평군                 | 1995년 12월 26일 지정                                                       |      |
| 159호 |      | 고흥유둔리덕암지석묘군 (高興油芚里德巖支石墓群)                         | 전남 고흥군 동강면 유둔리 103-1                                    | 고흥군                 | 1995년 12월 26일 지정                                                       |      |
| 160호 |      | 고흥중산리지석묘군 (高興中山里支石墓群)                                 | 전남 고흥군 남양면 중산리 산142외                                  | 고흥군                 | 1995년 12월 26일 지정                                                       |      |
| 161호 |      | 고흥과역리민등지석묘군 (高興過驛里珉燈支石墓群)                         | 전남 고흥군 과역면 과역리 산37                                     | 고흥군                 | 1995년 12월 26일 지정                                                       |      |
| 162호 |      | 화순성화명도로수축시주목록암각기문 (和順成化銘道路修築施主目錄岩刻記文) | 전남 화순군 능주면 잠정리 산33-1                                   | 화순군                 | 1995년 12월 26일 지정                                                       |      |
| 163호 |      | 나주용곡리이팝나무 (羅州龍谷里이팝나무)                                 | 전남 나주시 봉황면 용곡리 676외                                    | 나주시                 | 1997년 5월 15일 지정                                                        |      |
| 164호 |      | 여수 호명동 방재림 (麗川 虎鳴洞 防災林)                                 | 전남 여수시 호명동 528 외                                          | 여수시                 | 1997년 5월 15일 지정                                                        |      |
| 165호 |      | 해남연정리지석묘군 (海南蓮井理支石墓群)                                 | 전남 해남군 화산면 연정리 73-1                                     | 해남군                 | 1997년 5월 15일 지정                                                        |      |
| 166호 |      | 광양옥룡사지 일원 (光陽玉龍寺址 一圓)                                   | 전남 광양시 옥룡면 추산리 산35-1외 21필지                          | 광양시                 | 1997년 7월 15일 지정, 1988년 2월 20일 해제, 사적 제407호로 승격             |      |
| 167호 |      | 담양봉안리은행나무 (潭陽鳳安里은행나무)                                 | 전남 담양군 무정면 봉안리 1043-3                                   | 담양군                 | 1998년 8월 20일 지정, 2007년 8월 9일 해제, 천연기념물 제482호로 승격        |      |
| 168호 |      | 담양원율리오평마을왕버들나무 (潭陽原栗里오평마을왕버들나무)             | 전남 담양군 금성면 원율리 543-2                                    | 담양군                 | 1998년 8월 20일 지정                                                        |      |
| 169호 |      | 장흥삼산리후박나무 (長興三山里후박나무)                                 | 전남 장흥군 관산읍 삼산리 324-8                                    | 장흥군                 | 1998년 8월 20일 지정, 2007년 8월 9일 해제, 천연기념물 제481호로 승격        |      |
| 170호 |      | 장성단전리느티나무 (長城丹田里느티나무)                                 | 전남 장성군 북하면 단전리 291                                      | 장성군                 | 1998년 8월 20일 지정, 2007년 8월 9일 해제, 천연기념물 제478호로 승격        |      |
| 171호 |      | 순천왜성 (順天倭城)                                                     | 전남 순천시 해룡면 신성리 산1번지 외                               | .                      | 1999년 2월 26일 지정                                                        |      |
| 172호 |      | 순천죽내리유적 (順天竹內里遺蹟)                                         | 전남 순천시 황전면 죽내리 산41 등 10필지                           | 순천시                 | 1999년 7월 5일 지정                                                         |      |
| 173호 |      | 광양마로산성 (光陽馬老山城)                                             | 전남 광양시 광양읍 용강리 산78외                                   | 국(산림청)             | 1999년 8월 5일 지정, 2007년 12월 31일 해제, 사적 제492호로 승격             |      |
| 174호 |      | 구동양척식주식회사목포지점 (舊東洋拓殖株式會社木浦支店)                 | 전남 목포시 중앙동2가 6번지                                        | 목포시청               | 1999년 11월 20일 지정                                                       |      |
| 175호 |      | 무안석용리곰솔 (무안석용리곰솔)                                         | 전남 무안군 해제면 석용리 843번지 외(감정마을)                     | 무안군                 | 1999년 11월 20일 지정                                                       |      |
| 176호 |      | 무안용정리곰솔 (무안용정리곰솔)                                         | 전남 무안군 현경면 용정리 35-9번지(월두마을)                       | 무안군                 | 1999년 11월 20일 지정                                                       |      |
| 177호 |      | 광양불암산성 (光陽佛岩山城)                                             | 전남 광양시 진상면 비평리 산38외                                   | .                      | 1999년 12월 30일 지정                                                       |      |
| 178호 |      | 광양중흥산성 (光陽中興山城)                                             | 전남 광양시 옥룡면 운평리 산22외                                   | 광양시                 | 1999년 12월 30일 지정                                                       |      |
| 179호 |      | 강진마도진만호성지 (康津馬島鎭萬戶城址)                                 | 전남 강진군 마량면 마량리 988-5 일대                               | .                      | 1999년 12월 30일 지정                                                       |      |
| 180호 |      | 화순서유리공룡발자국화석지 (和順西酉里恐龍발자국化石地)                 | 전남 화순군 북면 서유리 산150-1                                    | 화순군                 | 2000년 5월 8일 지정, 2007년 11월 9일 해제, 천연기념물 제487호로 승격        |      |
| 181호 |      | 순천월평선사유적지 (順天月坪先史遺蹟地)                                 | 전남 순천시 외서면 월암리 월평마을                                 | 순천시                 | 2000년 6월 20일 지정, 2004년 12월 27일 해제, 사적 제458호로 승격            |      |
| 182호 |      | 영암양장리곰솔 (靈巖양장리곰솔)                                         | 전남 영암군 군서면 양장리 485                                      | 영암군                 | 2000년 12월 13일 지정                                                       |      |
| 183호 |      | 광주학생독립운동진원지나주역사 (光州學生獨立運動震源地羅州驛舍)         | 전남 나주시 죽림동 601외                                           | 나주시                 | 2000년 12월 29일 지정                                                       |      |
| 184호 |      | 순천평촌리이팝나무 (順天平村利이팝나무)                                 | 전남 순천시 황전면 평촌리 784                                      | 순천시                 | 2001년 6월 5일 지정                                                         |      |
| 185호 |      | 낙안교촌리은행나무 (樂安校村里銀杏나무)                                 | 전남 순천시 낙안면 교촌리 222                                      | 낙안향교               | 2001년 9월 27일 지정                                                        |      |
| 186호 |      | 장성영천리방울샘 (長城鈴泉里鈴泉)                                       | 전남 장성군 장성읍 영천리 1415-3                                   | 장성군                 | 2001년 9월 27일 지정                                                        |      |
| 187호 |      | 담양고성리월성산고분군 (潭陽古城里月城山古墳群)                         | 전남 담양군 수북면 고성리 710-23 외(월성산)                        | 담양군                 | 2001년 9월 27일 지정                                                        |      |
| 188호 |      | 무안남안리태봉고분군 (務安南安里台峰古墳群)                             | 전남 무안군 청계면 남안리 산87(태봉마을)                           | 무안군                 | 2001년 9월 27일 지정                                                        |      |
| 189호 |      | 영광월산리월계고분군 (靈光月山里月桂古墳群)                             | 전남 영광군 법성면 월산리 산104 외(월계마을)                       | 영광군                 | 2001년 9월 27일 지정                                                        |      |
| 190호 |      | 영암태간리자라봉고분 (靈巖태간리자라峰古墳)                             | 전남 영암군 시종면 태간리 747                                      | 영암군                 | 2001년 9월 27일 지정                                                        |      |
| 191호 |      | 영암금강리금산고분군 (靈巖錦江里錦山古墳群)                             | 전남 영암군 덕진면 금강리 864-8(금산마을)                          | 영암군                 | 2001년 9월 27일 지정                                                        |      |
| 192호 |      | 화순천덕리회덕고분군 (和順千德里懷德古墳群)                             | 전남 화순군 능주면 천덕리 687 외(회덕마을)                         | .                      | 2001년 9월 27일 지정                                                        |      |
| 193호 |      | 화순오성산성 (和順烏城山城)                                             | 전남 화순군 동면 서성리, 백용리, 화순읍 일심리 일원                | 화순군                 | 2001년 12월 13일 지정                                                       |      |
| 194호 |      | 화순비봉산성 (和順飛鳳山城)                                             | 전남 화순군 능주면 남정리, 도곡면 대곡리 일원                      | 화순군                 | 2001년 12월 13일 지정                                                       |      |
| 195호 |      | 화순철옹산성 (和順鐵甕山城)                                             | 전남 화순군 동복면 안성리, 북면 다곡리, 이서면 장학리, 보산리 일원 | 화순군                 | 2001년 12월 13일 지정                                                       |      |
| 196호 |      | 나주경렬사 (羅州景烈祠)                                                 | 전남 나주시 노안면 금안리 75                                       | 나주시                 | 2001년 12월 13일 지정                                                       |      |
| 197호 |      | 영암사자사목탑지 (靈巖師子寺木塔址)                                     | 전남 영암군 영암읍 개신리 산 89-1번지 외                           | 영암군                 | 2001년 12월 13일 지정                                                       |      |
| 198호 |      | 장성박수량백비 (長城朴守良白碑)                                         | 전남 장성군 황룡면 금호리 산 33-1                                  | 밀성박씨돈재공파대종중 | 2001년 12월 13일 지정                                                       |      |
| 199호 |      | 여수화정면공룡발자국화석지및퇴적층 (麗水華井面恐龍발자국化石地및堆積層) | 전남 여수시 화정면 낭도리 산115-2 외(사도, 추도, 낭도, 목          | 여수시                 | 2001년 12월 13일 지정, 2003년 2월 4일 해제, 천연기념물 제434호로 승격       |      |
| 200호 |      | 담양평장동광산김씨유허비 (潭陽平章洞光山金氏遺墟碑)                     | 전남 담양군 대전면 평장리 204번지                                  | 광산김씨종중           | 2002년 1월 12일 지정                                                        |      |